# Strobilanthes discolor
Strobilanthes discolor är en akantusväxtart som beskrevs av T. Anders.. Strobilanthes discolor ingår i släktet Strobilanthes och familjen akantusväxter. Inga underarter finns listade i Catalogue of Life.